# Stazione di Annicco
La stazione di Annicco era posta lungo la linea Cremona-Iseo della Società Nazionale Ferrovie e Tramvie attivata per tratte a partire dal 1911 e soppressa nel 1956, a servizio dell'omonimo comune.

## Storia
La stazione fu attivata il 2 gennaio 1926, al completamento della ferrovia Cremona-Soresina, la quale fu a sua volta prolungata fino a Iseo nel 1932.
L'impianto era gestito dalla concessionaria della linea, la Società Nazionale Ferrovie e Tramvie (SNFT).
In conseguenza del mutato clima politico del secondo dopoguerra, non favorevole agli investimenti nel trasporto su rotaia, per poter accedere ai finanziamenti statali la società esercente si vide costretta a sopprimere la linea nel 1956.
L'ex fabbricato viaggiatori venne in seguito convertito ad abitazione privata.